# Poolse militaire begraafplaats in Grainville-Langannerie
De Poolse militaire begraafplaats in Grainville-Langannerie is een militaire begraafplaats in Grainville-Langannerie, Calvados, Frankrijk. Op deze begraafplaats liggen de gesneuvelde Poolse soldaten van de 1ste Poolse Pantserdivisie die onder andere strijd leverden bij Falaise en op Hill 262 (Mont Ormel) tijdens de Tweede Wereldoorlog in augustus 1944. In totaal liggen er 650 Poolse militairen begraven.